# دانکن وایت
دانکن وایت (انگلیسی: Duncan White؛ ۱ مارس ۱۹۱۸ – ۳ ژوئیهٔ ۱۹۹۸) دونده اهل سری‌لانکا بود.
او در مسابقات کشوری و بین‌المللی در مجموع برندهٔ ۱ مدال طلا، ۱ مدال نقره شده‌است.